# إيثيل ميرمان
إيثيل ميرمان (بالإنجليزية: Ethel Merman)‏ (من 16 من يناير 1908م حتى 15 من فبراير 1984م) كانت مُمثلة ومُغنية أمريكية. في البداية، عُرفت بصوتها القوي ودورها في المسرح الموسيقي، لذلك أُطلق عليها «سيدة المسرح الكوميدي الأولى بالإجماع». من المقطوعات العديدة التي قدمتها إيثيل في العروض الموسيقية على برودواي «لدي إيقاع» (I Got Rhythm)، و«كل شيء على ما يرام»(Everything's Coming Up Roses) و«بعض الناس» (Some People)، و«دور الورد» (Rose's Turn)، و«تخلصت منك» (I Get a Kick Out of You).و«إنها رائعة» (It's De-Lovely)، و«الصداقة» (Friendship)، و«أنت الأفضل» (You're the Top)، و«كل شيء يمضي» ((Anything Goes)), و«لا يوجد شيء أهم من المظهر» (There's No Business Like Show Business)، والتي أصبحت بعد ذلك أغنيتها المفضلة.

## من أعمالها السينمائية
- 1953: ادعني مدام (Call Me Madam)

## وصلات خارجية
- Ethel Merman | PlaybillVault.com
- إيثيل ميرمان على موقع IMDb (الإنجليزية)
- إيثيل ميرمان على موقع الموسوعة البريطانية (الإنجليزية)
- إيثيل ميرمان على موقع ألو سيني (الفرنسية)
- إيثيل ميرمان على موقع ميوزك برينز (الإنجليزية)
- إيثيل ميرمان على موقع تيرنر كلاسيك موفيز (الإنجليزية)
- إيثيل ميرمان على موقع أول موفي (الإنجليزية)
- إيثيل ميرمان على موقع قاعدة بيانات برودواي على الإنترنت (الإنجليزية)
- إيثيل ميرمان على موقع قاعدة بيانات الأفلام السويدية (السويدية)
- إيثيل ميرمان على موقع إن إن دي بي (الإنجليزية)
- إيثيل ميرمان على موقع أول ميوزيك (الإنجليزية)
- Ethel Merman at Allmusic
- They Say She Was Wonderful: Ethel Merman at 100, The House Next Door By N.P. Thompson
- Obituary, The New York Times, February 16, 1984, "Ethel Merman, Queen of Musicals, Dies at 76"
- NPR's Susan Stamberg's Report on the Memory of Ethel Merman